# Parafia Miłosierdzia Bożego w Bielawie
Parafia Miłosierdzia Bożego w Bielawie – parafia rzymskokatolicka w dekanacie bielawskim diecezji świdnickiej. Jej proboszczem jest ks. dr Robert Begierski.
Parafia powstała w czerwcu 2006. 
Do czasu powstania nowego kościoła, miejscem sprawowania Eucharystii jest kaplica sióstr Augustianek przy ul. Wolności 6.